# Ватaца Ласкарис
Ватаца Ласкарис, Ватаца Ласкарина, или Ватаца де Ласкарис е Вентимиља (Вентимиља, око 1270 – Коимбра, 1336) била је италијанска племкиња византијског порекла из владарске породице Никејског царства која је пратила краљицу Изабелу од Арагона и португалског краља Диниса на португалском двору.
Ћерка византијске принцезе Евдокије Ласкарис, која је нашла уточиште на двору Арагона после узурпације престола Никеје 1261. године, Ватаца Ласкарис је дошла у Португал као, пријатељица и даља рођака свете Исабеле Арагонске, краљице Португала, обе су потомци преко мајке угарског краља Андрије II, оца Свете Јелисавете Угарске. Била је старатељ њене ћерке Констанце од Португала, краљице Кастиље, коју је пратила током брака са краљем Кастиље, поставши заузврат заштитник њеног прворођеног сина Алфонса XI од Кастиље. По повратку у Португал, награђена је похвалом Сантиаго до Цацем, пошто је оставила вредна дела и реликвије у земљи.
Године 1288. и 1314. године, Орденом Сантјага земље су поклоњене Д. Ватаци де Ласкарис, унуци цара Теодора II Ласкариса, цара Никеје и служавки краљице Д. Изабеле од Арагона, при чему је последња донација дата команданту и госпођи. од Паноје (Оурикуе).

## Биографија

### Породично порекло и ране године
Ватаца је била ћерка царске принцезе Евдокије Ласкарис (1254-1311) од Никејског царства и Гиљерма Педра, првог грофа Винтимиље и Тенде (1230-1282). Стога је била унука по мајци цара Теодора II Ласкариса од Никеје, „Царства“ створеног да успостави отпор против Латина који су освојили Константинопољ након Четвртог крсташког рата 1204. године.
Његовог сина, цара Јована IV Ласкариса (дакле Ватацин ујак), уклонио је цар Михаило VIII Палеолог у доби од 11 година, након поновног освајања Константинопоља. Цар Михајло VIII се, након што је преузео намесништво, прогласио за цара, ослепевши и прогнавши младог наследника и оженивши принцезе странцима, како би их држао подаље од царства. И на тај начин се Ватачина мајка, још веома млада, удала 1261/63, у Цариграду, за Гиљерма Педра, грофа од Вентимиље (у региону Алпе-Маритимес, који је од тада почео да носи царски грб) а затим су отишли у Лигурију. У исто време, удовица царица Ана Хоенштауфен, маћеха цара Теодора II и удовица Ватациног прадеде, Светог цара Јована III Дуке Ватаца, такође је напустила Никеју, вративши се кући на Сицилију, где је владао њен брат краљ Манфред од Сицилије.
Године 1266, смрт краља Манфреда и заузимање Сицилије од стране краља Карла I Анжујског окончали су доминацију немачке царске куће у јужној Италији, а Ватацин отац, гроф од Вентимиље, такође је умро у исто време. У то време породица је била раздвојена: Ватачина браћа су остала у Италији, пошто су наследили један другог у очевом наследству, Ђовани и Ђакомо, као грофови, а трећи, Ото, постао је бискуп.
Недавно удовица грофица Евдокија Ласкарис склонила се код удовице царице Ане и њене братанице на двор Ђаумеа I Арагонског (унука такође византијске принцезе Евдокије Комнин), код краљице Констанције Хоенштауфен, последње из њене лозе, супруге Переа III од Арагона и мајка Изабеле, будуће краљице Португала и краљева Алфонса III и Ђаумеа II од Арагона. У овом двору Ватаца је одрасла у заштићеном окружењу, са својом мајком и сестрама, с обзиром на моћ коју су представљали у јужној Европи у којој су арагонске, сицилијанске и византијске силе створиле савезе међу собом који су принцезу Изабелу учинили не само њеном седмом рођаком, већ и такође блиском пријатељицом која је делила њена интересовања.
Број Ватациних сестара варира: познато је да је имала најмање једну, Беатрис, иако други извори указују да је имала више сестара, према којима се Беатрис не би удала за Арналда Рогерија де Паларса, већ Гиљерма де Монткада, господар Фраге. Арналдова жена би била још једна сестра, Лукреција. Ватаца би имала још једну сестру, Виоланту, која би се удала за Ксимена Корнела и касније Гиљерма де Рибагорсу.

### Долазак у Португал
Динис, краљ Португала, склопио је савез са Арагоном, удавши инфанту Изабелу, стару 12 година, за португалског краља, старог 20 година, 1282. године, по пуномоћју, у Барселони. Ватаца је затим пратила Изабелину пратњу у Португал, где је стигла 1288. године, дворска дама и пријатељица будуће краљице, била је одговорна за образовање њене деце, Констанце и Афонса.
Ватацин први брак био је 1285. или 1288. године, са португалским аристократом, Мартимом Анесом де Соверозом, познатим као О Тио, и последњим из његове лозе. Био је неколико година старији од Ватаце, пошто се Мартим касно оженио. Брак је трајао око десет година и није било потомства, а Мартим је умро 25. августа 1295. године. Недостатак потомства би се приписао већ поодмаклој старости и вероватној стерилности мужа, који би се у Родословним књигама звао Пеко.
Ватаца је спровела погреб за супруга са својом мајком, и оставила десет фунти по миси за његову душу у катедрали у Коимбри. Следеће године се удала за Педра Јордана де Уријеса, господара Лоара (ум. 1350), који се истакао у служби круне Арагона на Сицилији, пружајући помоћ краљу Алфонсу III од Арагона.

### Боравак у Кастиљи
Године 1302. пратила је Инфанту Д. Констанцу када ју је оженио краљ Фернандо IV од Кастиље, да би запечатио Алканизски споразум. Остала је тамо до смрти краљице Констанце, која јој је оставила свог сина краља Алфонса XI од Кастиље на старање када је отпутовала у Авилу, где ће Кортеси донети одлуку о старатељству над новим тада малолетним краљем. Краљица је умрла на путовању и Ватаца се вратила у Португал.

### Повратак у Португал
По повратку у Португал, Ватаца је остала у служби краљице Изабеле и као помоћница Инфанта Афонса, а била је и дама од Сантјага до Касема и Синеса. Од краља Диниса, добија градове као свој посед Сантиаго до Цацем (и његов замак) и Паноиас они су припадали Д. Ватаци од 1310/15. до њене смрти.
Године 1317. Ватаца је основала мали властелински двор у својој палати у С. Ромао де Паноиас, који јој је поклонио краљ Динис, посветивши се управљању и вредновању своје велике имовине. Ту је живела до 1325. или 1332. године, када је следила краљицу Изабелу када се настанила у Коимбри.

### Смрт и потомство
Ватацин син, Педро Јордан де Уријес и Ласкарис ди Вентимиља, господар Лоара и Алкезара, био је поручник и генерал 1356. и такође саветник круне Арагона, чак је купио и град Алкезар од краља Переа IV од Арагона и основао је капелу посвећену Светом Антонију, сада Светом Козми и Светом Дамјану, у Уески, где је такође основао братство. Педро би се оженио Тодом Мартинес де Риглосом и имали су потомке.
Ватаца Ласкарис је умрла 1336. године и сахрањена је у Старој катедрали у Коимбри, у гробници окруженој Ласкарисовим обележјима, двоглавим орловима.

### Гробница
Гробница Д. Ватаце налази се у Старој катедрали у Коимбри, у задњем делу храма, са леве стране. Представља импозантан гробни ковчег, који традиционално посећују невесте које се венчавају у овој катедрали и које тамо обично остављају своје букете цвећа. Скулптурално дело које се приписује радионици мајстора Пера, окружено је двоглавим орловима, обележјем династије Ласкарис и, од тада, Византијског царства. Главна црква Сао Тиаго Маиор у Сантиаго до Цацему збратимљена је са Старом катедралом у Коимбри од 2003. године, углавном у знак сећања на пријатељство које је Д. Ватацу повезало са краљицом Д. Исабел де Арагон.

### Материјално наслеђе

#### Реликвијари
Јединствени комад златарства стар преко осамсто година, чувени реликвијар Св. Фабијана. То је глава у природној величини, у сребру, која садржи људску лобању за коју се „каже“ да је глава папе и хришћанског мученика, светог Фабијана. Прича се да је ова реликвија у Португалију стигла у 13. веку, тамо је донела принцезе Д. Ватаца Ласкарис. Дело се може видети на изложби Трезора у Краљевској базилици Кастро Верде.
Још један реликвијар који је вероватно припадао Ватаци био је Санто Лењо који је, према предању, из Никеје донела византијска принцеза, реликвија чије је поштовање касније довело до Конфрарије до Санто Лењоа.

### Олтарске слике
У Игреја Матриз де Сао Тиаго Маиор у Сантиаго до Цацему, чији је покровитељ била Ватаца, истиче се камени барељеф Свете краљице, који се приписује вајару Телу Гарсији. У готичком стилу, олтарна слика представља Сантјага у борби против Мавара и сматра се ремек делом скулптуре из времена краља Диниса.

## Легенде
Легенда каже да је једног дана ескадрила којом је командовала византијска принцеза стигла из источног Медитерана и искрцала се у Синесу и заузела замак од Мавара Касема. Пошто је заузела замак на Сантјагов дан, назвала га је Сантјаго де Касем.

### Легенда о Госпи од Саласа (Синес)
По доласку у Португал, брод Д. Ватаце се суочио са јаком олујом. У очају, Ватаца је обећала да ће изградити капелу у првој луци коју су пронашли и да ће најближи замак чувати мошти Светог Ленха које је донела са собом. Д. Ватаца се спасила и обећање је испуњено: у Синесу је подигнута примитивна капела Носа Сењора дас Салас; замак Сантиаго до Цацем, који ће каснијепостати њен посед, чувао је фрагмент Часног Крста Господа Исуса Христа.